# Аптос (Каліфорнія)
Аптос (англ. Aptos) — переписна місцевість (CDP) в США, в окрузі Санта-Крус штату Каліфорнія. Населення — 6664 особи (2020).

## Географія
Аптос розташований за координатами 36°59′27″ пн. ш. 121°53′34″ зх. д. / 36.99083° пн. ш. 121.89278° зх. д. (36.990792, -121.892754).  За даними Бюро перепису населення США в 2010 році переписна місцевість мала площу 16,46 км², уся площа — суходіл.

## Демографія
Згідно з переписом 2010 року, у переписній місцевості мешкало 6220 осіб у 2549 домогосподарствах у складі 1640 родин. Густота населення становила 378 осіб/км².  Було 2711 помешкання (165/км²).
Расовий склад населення:
| - 87,1 % — білих - 4,0 % — азіатів - 0,9 % — чорних або афроамериканців - 0,7 % — корінних американців - 0,1 % — вихідців з тихоокеанських островів - 2,8 % — осіб інших рас |

До двох чи більше рас належало 4,3 %. Частка іспаномовних становила 9,8 % від усіх жителів.
За віковим діапазоном населення розподілялося таким чином: 18,5 % — особи молодші 18 років, 63,8 % — особи у віці 18—64 років, 17,7 % — особи у віці 65 років та старші. Медіана віку мешканця становила 46,9 року. На 100 осіб жіночої статі у переписній місцевості припадало 97,8 чоловіків;  на 100 жінок у віці від 18 років та старших — 96,8 чоловіків також старших 18 років.
Середній дохід на одне домашнє господарство  становив 99 728 доларів США (медіана — 81 180), а середній дохід на одну сім'ю — 118 252 долари (медіана — 101 486). Медіана доходів становила 63 796 доларів для чоловіків та 54 276 доларів для жінок. За межею бідності перебувало 6,4 % осіб, у тому числі 4,6 % дітей у віці до 18 років та 3,3 % осіб у віці 65 років та старших.
Цивільне працевлаштоване населення становило 3206 осіб. Основні галузі зайнятості: освіта, охорона здоров'я та соціальна допомога — 28,2 %, роздрібна торгівля — 14,2 %, мистецтво, розваги та відпочинок — 12,3 %, науковці, спеціалісти, менеджери — 11,9 %.